# Ruokolahti
Ruokolahti este o comună din sud-estul Finlandei, în regiunea Karelia de Sud. Are 5.658 de locuitori, dublu în timpul verii datorită celor 3.000 de case de vacanță. Este cunoscută ca zonă turistică, aici fiind amplasate lacul Saimaa și alte sute de lacuri mai mici.